# Sopockie Forum Integracji Nauki, Kultury i Sztuki „Sfinks”

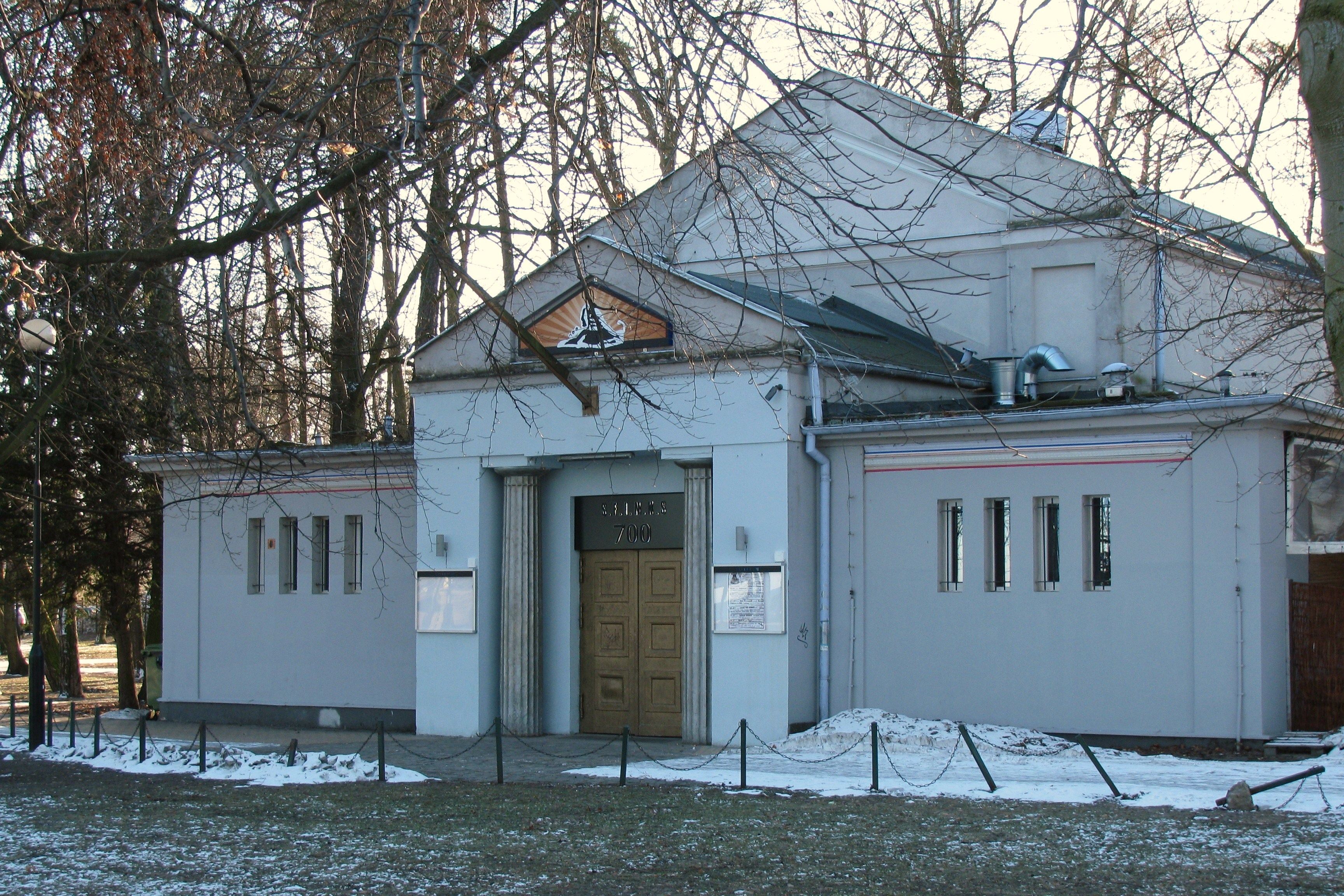
Siedziba „Sfinksa” w Sopocie

Sopockie Forum Integracji Nauki, Kultury i Sztuki „Sfinks” – fundacja i grupa artystyczna działająca w latach 1991–2010 w Sopocie. Obecnie w budynku przy ulicy Mamuszki 1, będącym swego czasu siedzibą Sfinksa, mieści się klub Sfinks700, który częściowo kontynuuje działalność grupy, a także skupia osoby z nią związane.

## Historia
Założycielami Sfinksa są malarze:
- Henryk Cześnik
- Józef Czerniawski
- Robert Florczak
- Alicja Gruca

oraz
- Jerzy Limon – anglista
- Marek Grzybiak – lekarz
- Janusz Hajdun – kompozytor